# Pałac w Sieroszowie
Pałac w Sieroszowie (niem. Schloss Seitendorf) – zespół pałacowo-parkowy z XVIII w. w Sieroszowie, wpisany do rejestru zabytków nieruchomych województwa dolnośląskiego.

## Historia
W 1688 r. opat klasztoru w Henrykowie Heinrich III Kahlert nabył dobra sieroszowskie od rycerza Ernsta Heinricha von Kattern. Pałac ufundował opat Tobias Ackermann, a jego budowa trwała w latach 1703 - 1710. Prawdopodobnie został zaprojektowany przez M. Kirchbergera (autora pałacu w Kamieńcu Ząbkowickim). Do czasu sekularyzacji zakonów na terenie Królestwa Prus w 1810r. pozostawał letnią rezydencją opatów z Henrykowa oraz siedzibą zarządu dóbr klasztornych. W 1811r. majątek kupił baron von Röll, a następnie nabył go w 1822r. kupiec Cruci z Ząbkowic Śląskich. Jego córka wżeniła się w rodzinę Dittrich, w rękach której pałac pozostał do II wojny światowej. Był dwukrotnie przebudowywany, w 1830 i 1880r. Po wojnie przejęty przez państwo pozostawał siedzibą PGR, później opuszczony i zniszczony. Obecnie w trakcie renowacji.

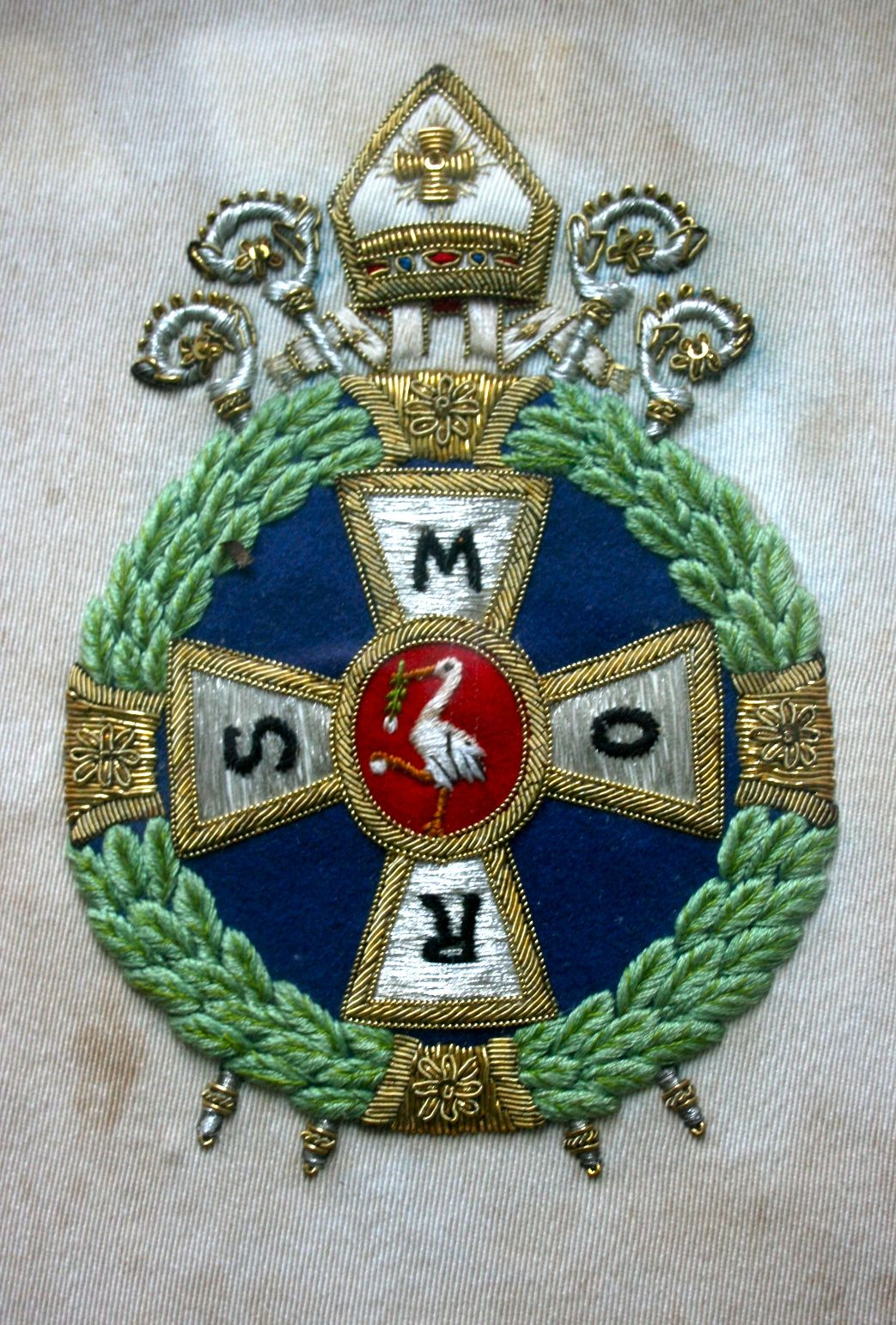
Herb opactwa z żurawiem z Zirc
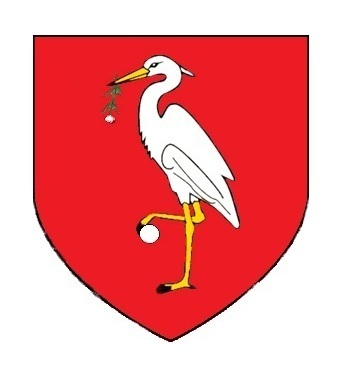
Herb opactwa w Zirc
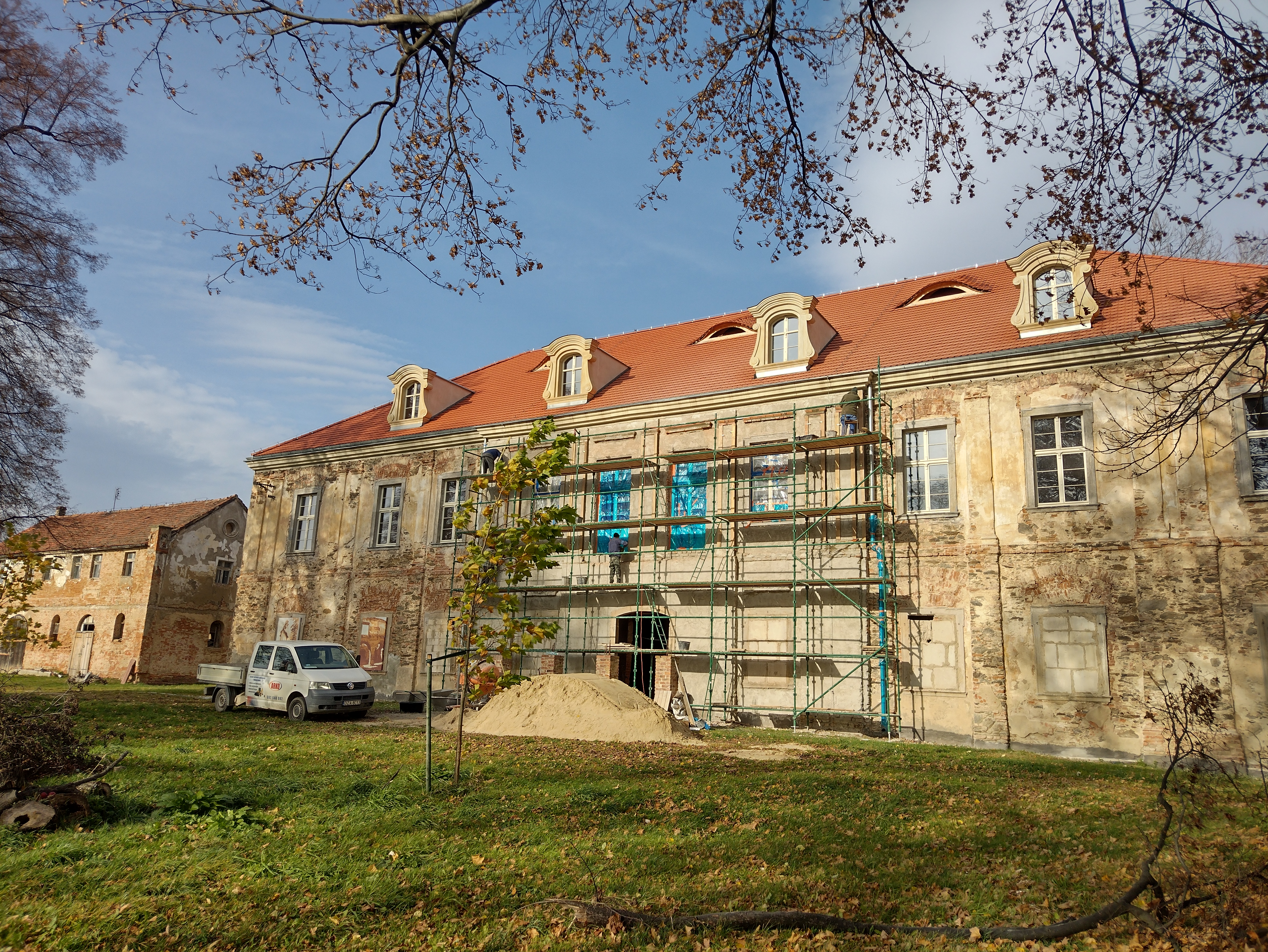
Pałac w trakcie renowacji

## Architektura
Rezydencja  w stylu barokowym została wzniesiona z cegły i kamienia. Dwukrotnie przechodziła przebudowy, w 1830 i 1880r. Obiekt jest położony na planie prostokąta, dwukondygnacyjny, nakryty czterospadowym dachem z powiekami. Elewacje otynkowane, z piaskowcowymi obramowaniami okien przedzielonych boniowaniem w przyziemiu przechodzącym w drugiej kondygnacji w podwojone pilastry zwieńczone prostym belkowaniem. Fasada pałacu, znajdująca się od strony południowej, posiadała portyk wejściowy wsparty na filarach, z tarasem u góry. Na elewacji północnej znajdował się portal z kartuszem herbowym z dwoma tarczami: lewą opata Tobiasa Ackermanna (1702–1722) z Henrykowa  i prawą z żurawiem  Cystersów z węgierskich Zirc oraz  datą 1710 i inicjałami TAH CZ. Układ wnętrz dwutraktowy, w przyziemiu zachowane sklepienia kolebkowe i kolebkowe z lunetami.
Budynek jest położony przy otoczonym ceglanym murem zabytkowym parku, do którego prowadzi kamienna, barokowa brama zwieńczona przerwanym naczółkiem. W parku zachowana figura św. Jana Nepomucena. Z budynków folwarcznych, dawniej położonych przy pałacu, do dziś zachował się jeden.